# Christoph Leyens
Christoph Leyens (* 1967 in Oldenburg) ist ein deutscher Ingenieur, Werkstoffwissenschaftler und Hochschullehrer. Seit 2010 leitet er das Institut für Werkstoffwissenschaft der TU Dresden ist zudem seit 2018 Institutsleiter des Fraunhofer IWS Dresden.

## Leben
Christoph Leyens studierte von 1988 bis 1993 Metallurgie und Werkstofftechnik an der RWTH Aachen. Nach seinem Diplom war er zunächst als Doktorand, dann als Gruppenleiter und später als kommissarischer Institutsdirektor am Institut für Werkstoff-Forschung des Deutschen Zentrums für Luft- und Raumfahrt e. V. (DLR) in Köln von 1993 bis 2004 tätig. 1997 wurde Leyens an der RWTH Aachen zum Dr.-Ing. promoviert. Thema seiner Dissertation war die Entwicklung von Oxidationsschutzschichten für Titanlegierungen. Von 1998 bis 1999 wurde er vom DLR zunächst für 12 Monate an das Oak Ridge National Laboratory, Tennessee, USA, und anschließend für weitere 6 Monate an das Lawrence Berkeley National Laboratory, Kalifornien, USA für Forschungsaufenthalte auf dem Gebiet der Hochtemperaturschutzschichten für stationäre Gasturbinen und Flugzeugtriebwerke abgeordnet. 2005 habilitierte er sich an der RWTH Aachen auf dem Fachgebiet Werkstoffe der Luft- und Raumfahrt.
Zuvor hatte er 2004 einen Ruf auf die Professur für Metallkunde und Werkstofftechnik der Brandenburgisch Technischen Universität (BTU) Cottbus angenommen. Dort war er zudem geschäftsführender Gesellschafter der Panta Rhei gGmbH – Forschungszentrum für Leichtbauwerkstoffe, Cottbus. Von 2007 bis 2009 war Leyens Vizepräsident für Forschung, Entwicklung und Innovation der BTU Cottbus.
2009 folgte Christoph Leyens dem Ruf auf die Professur für Werkstofftechnik der Technischen Universität Dresden, wo er seit 2010 zudem als Direktor das Institut für Werkstoffwissenschaft leitet. In Verbindung mit der Hochschullehrertätigkeit an der TU Dresden bekleidete er seit 2009 verschiedene Leitungsfunktionen am Fraunhofer-Institut für Werkstoff- und Strahltechnik Dresden (IWS); seit 2018 hat Leyens die alleinige Institutsleitung übernommen.
Die Forschungsschwerpunkte von Christoph Leyens liegen in den Bereichen metallische Leichtbau- und Hochtemperaturwerkstoffe, intermetallische Werkstoffe, Funktionswerkstoffe, Oberflächentechnik, Lasermaterialbearbeitung und Additive Fertigung. Seine Forschungsarbeiten sind in über 200 Texten und 4 Büchern dokumentiert.
Leyens ist Mitglied in verschiedenen Fachverbänden (DGM, VDI, WAW) und aktuell Sprecher des Themennetzwerks Materialwissenschaft und Werkstofftechnik der acatech – Deutsche Akademie der Technikwissenschaften. Darüber hinaus ist er Vorstandsvorsitzender des AGENT-3D e. V. und koordiniert das Großprojekt AGENT-3D : Additive-generative Fertigung im Rahmen des BMBF-Fördergrogramms Zwanzig20.

## Schriften (Auswahl)
1. „Titanium and Titanium Alloys: Fundamentals and Applications“, C. Leyens und M. Peters (Hrsg.), Wiley-VCH, Weinheim, 2003, 513 S.
2. C. Leyens: Ausfallursachen und Versagensmechanismen von Wärmedämmschichtsystemen: Einfluss chemischer, mikrostruktureller und mechanischer Faktoren, Habilitationsschrift RWTH Aachen (2005)
3. “Structural Aluminides for High Temperature Applications”, Y.-W. Kim, D. Morris, R. Yang, C. Leyens (Hrsg.), The Minerals, Metals and Materials Society, Warrendale, PA, (2008)
4. A. Straubel, S. Friedle, M. Schütze, N. Laska, R. Braun, C. Leyens: Mechanical Properties and Microstructure of a TNM Alloy Protected by the Fluorine Effect and Coated with a Thermal Barrier, in: Gamma Titanium Aluminide Alloys 2014: A Collection of Research on Innovation and Commercialization of Gamma Alloy Technology, Y.-W. Kim, W. Smarsly, J. Lin, D. Dimiduk, F. Appel (eds.), Wiley, 2014, doi:10.1002/9781118998489.ch16
5. A. Roch, L. Stepien, T. Roch, I. Dani, C. Leyens, O. Jost, A. Leson: Optical absorption spectroscopy and properties of single walled carbon nanotubes at high temperature, Synthetic Materials, 197 (2014) 182–187
6. D. Linaschke, N. Schilling, I. Dani, U. Klotzbach, C. Leyens, Highly n-doped Surfaces on n-type Silicon Wafers by Laser-chemical Processes, Energy Procedia, 55 (2014) 247–254
7. F.-L. Toma, A. Potthoff, L.-M. Berger, C. Leyens: Demands, Potentials, and Economic Aspects of Thermal Spraying with Suspensions – A Critical Review: Journal of Thermal Spray Technology, doi:10.1007/s11666-015-0274-7, 2014
8. C. Leyens, E. Beyer: Innovations in laser cladding and direct laser metal deposition, in Laser Surface Engineering – Processes and Applications, J. Lawrence, D.G. Waugh (eds.), Woodhead Publishing, 2015, 181-192
9. F. Brückner, M. Riede, T. Finaske, A. Seidel, S. Nowotny, C. Leyens, E. Beyer, Additive Manufacturing with high-performance materials and light weight structures by laser metal deposition and laser infiltration, 2014, LIA today
10. A. Roch, M. Greifzu, E. Roch Talens, L. Stepien, T. Roch, J. Hege, N. van Ngo, T. Schmiel, I. Dani, C. Leyens, O. Jost, A. Leson, Ambient Effects of the Electrical Conductivity of Carbon Nanotubes, Carbon 95 (2015) 347-353
11. W. Garkas, M. Fröhlich, K.-D. Weltmann, C. Leyens, Oxidation and decomposition of Ti2AlN MAX phase coating deposited on nickel-superalloy IN 718, Materials Science Forum, 2015, Vol. 825-826, p628-635.
12. L. Stepien, A. Roch, S. Schlaier, I. Dani, A. Kiriy, F. Simon, M. v. Lukowitz, C. Leyens: Investigation of the Thermoelectric Power Factor of KOH-Treated PEDOT:PSS Dispersions for Printing Applications, Energy Harvesting and Systems, doi:10.1515/ehs-2014-0060, July 2015
13. F. Brückner, T. Finaske, R. Willner, A. Seidel, S. Nowotny, C. Leyens, E. Beyer: Laser Additive Manufacturing with Crack-sensitive Materials, Laser Technik Journal, 12(2) (2015) 28-30
14. Mehr Texte unter Researcher ID J-8781-2017 [9]

## Auszeichnungen
- 2019: Adjunct Professor, RMIT University, Melbourne, Australien
- 2016–2019: SIMTech Visiting Fellow, Singapur
- 2009: Lee Hsun Lecture Award, Chinese Academy of Sciences, Shenyang
- 1998: Adolf-Martens-Preis des Adolf-Martens-Fonds e. V., Berlin
- 1997: Wissenschaftspreis des Deutschen Zentrums für Luft- und Raumfahrt e. V.
- 1997: Borchers-Plakette der RWTH Aachen
- 1994: DGM-Nachwuchspreis der Deutschen Gesellschaft für Materialkunde e. V.
- 1994: Otto-Junker-Preis der Otto-Junker-Stiftung, Simmerath
- 1994: Springorum-Denkmünze der RWTH Aachen
- 1990–1993: Stipendiat der Studienstiftung des Deutschen Volkes, Bonn